# قهوة عثمانية
القهوة العثمانية (بالتركية:osmanli kahvesi). هي قهوة شبيهة بالقهوة التركية ولكن تختلف عنها بأن القهوة العثمانية بيضاء فاتحة اللون تُعد باستخدام حبوب بن محمصة تحميصاً خفيفاً ويضاف إليها الهيل المطحون وأحياناً تضاف إليها نكهات أخرى كالمستكة والبندق، بينما القهوة التركية هي تتكون من حبوب بن محمصة تحميصاً متوسطاً ولا يضاف لها أي شيء آخر وتكون غامقة وذات طعم مرّ.

## تاريخ
لايُعرف يقيناً أصل القهوة العثمانية، لكن تشير بعض التكهنات إلى أنها ظهرت في أول مقهى تم افتتاحه في عصر الدولة العثمانية في عهد الخليفة سليمان القانوني عام 1554 في اسطنبول.